# Пандолфо III Малатеста
Вижте пояснителната страница за други личности с името Пандолфо Малатеста.
Пандолфо III Малатеста „Велики“ (на италиански: Pandolfo III Malatesta il Grande; * 2 януари 1370, Папска държава; † 3 октомври 1427, Фано) е италиански благородник от фамилията Малатеста, известен кондотиер по неговото време и господар на Фано.

## Произход
Той е най-малкото дете на известния кондотиер Галеото I Малатеста (* 1299, † 1385), господар на Римини, Фано, Асколи Пичено, Чезена и Фосомброне, и на втората му съпруга Елизабета да Варано, дъщеря на Родолфо II да Варано, господар на Камерино. Има четирима братя и четири сестри:
- Карло I (* 1368, † 1429), кондотиер, господар на Римини, Фано, Чезена и Фосомброне, съпруг на Елизабета Гонзага
- Томаза, съпруга на Джакомо Пеполи, съгосподар на Болоня от 1347 г.
- Маргерита (* 1370, † 1399), съпруга на Франческо I Гонзага, капитан на народа на Мантуа
- Джентиле († ок. 1450), съпруга на Джангалеацо Манфреди, господар на Фаенца
- Ренгарда († 1434), херцогиня на Урбино като съпруга на Гуидантонио да Монтефелтро
- Андреа, наречен Малатеста (* 1373, † 1416), кондотиер, господар на Чезена, съпруг на Ренгарда Алидозио, дъщеря на Бертрандо Алидозио, господар на Имола, на Лукреция Орделафи, негова роднина, дъщеря на Франческо (Кеко) III Орделафи, господар на Форли, и на Полисена Сансеверино ди Веноза, дъщеря на Венцеслао Сансеверино, херцог на Амалфи
- Николо
- Галеото Новело, нар. Белфиоре (* 1377; † 1400), кондотиер, господар на Червия, съпруг на Анна Да Монтефелтро

Има и двама или трима природени братя и две природени сестри от извънбрачни връзки на баща си.

## Биография
На 18 години той започва военна кариера. След смъртта на баща си през 1385 г. Пандолфо получава Сеньория Фано.
Той отива в Светите земи и се връща през 1402 г. Служи при Джан Галеацо Висконти, херцог на Милано. След смъртта му през 1402 г. е назначен за съветник на регентството на двамата наследници на Висконти. Пандолфо се възползва от това обстоятелство, за да получи голяма държава за себе си.
Изпратен с Фачино Кане срещу Бреша, той завладява града чрез измама през 1404 г. и владението му е потвърдено от Катерина Висконти като залог за услугите, предоставени на херцогинята, които последната не е в състояние да плати. През същата година Пандолфо завладява и Монтикиари.
През 1407 г. закупува Бергамо от Джовани Руджеро Суарди и завладява Леко. След това той трябва да се бие с Фачино Кане до смъртта на последния през 1412 г. През 1418 г. той приема новия папа Мартин V в Киари, благодарение на когото постига примирие с херцога на Милано Филипо Мария Висконти. С папата той се занимава и с брака на братовчедка му Клеофа Малатеста с деспота на Мореа Теодор II Палеолог, като част от амбициозния проект за обединение на Православната църква с Католическата църква.
През 1413 г. е командир на венецианската войска против крал Сигизмунд Люксембургски.
През 1419 г. херцогът отприщва Франческо Бусоне ди Карманьола срещу Сеньория Кремона на Кабрино Фондуло, съюзник на Малатеста, който помага на кремонезите, като по този начин предоставя на Висконти възможността да уредят сметки и с него. След това Пандолфо претърпява нахлуването на войските на Висконти през 1419 г. – годината, в която той губи контрол над град Бергамо, и след поражението на армията на Лудовико Импровети, изпратена му на помощ от Романя, в битката при Монтичари (октомври 1420 г.), Пандолфо е принуден да се споразумее с Херцога на Милано, като отстъпи Бреша срещу компенсация от 34 000 дуката и по този начин позволява на Карманьола да влезе в града на 21 март 1421 г.
След като се оттегля във Фано, той се утешава за изгубеното си господство, като събира древни кодекси и поддържа добри приятелства с учените на своето време, и по-специално с Франческо Филелфо и Анджела Ногарола.
През 1424 г. участва в битката при Дзагонара близо до Луго (28 юли 1424 г.), където ръководи атаката срещу крепостта, защитавана от Висконти от Милано. Резултатът е неблагоприятен, но Пандолфоуспява да избяга в Равена.
През 1425 г., според историята на Джовани ди Мастро Педрино, той достига до Форли, откъдето се качва по река Монтоне в посока Руси (13 март). Целта е да стигне до Милано, да получи помощ от Висконти и да се опита да си върне земите. Но мисията е неуспешна.
Пандолфо Малатеста умира във Фано през 1427 г. и е погребан там в църквата „Св. Франческо“.

## Брак и потомство
Омъжва се три пъти:
∞ 1. за Паола Бианка Малатеста († 15 януари 1398), дъщеря на Пандолфо II Малатеста и Паола Орсини, от която няма деца
∞ 2. 1421 за Антония да Варано († 1423), от която няма деца
∞ 3. 1427 за Маргерита Гуиди ди Попи, от която няма деца.
От Антония да Бариняно има трима извънбрачни синове:
- Галеото Роберто Малатеста (* 1411; † 1432, Сантарканджело ди Романя), кондотиер, господар на Римини; ∞ 1427 за Маргерита д'Есте (* 1411, † 1476), дъщеря на Николо III д’Есте, от която има една дъщеря
- Сиджизмондо Пандолфо Малатеста (* 1417, † 1468), господар на Римини, ∞ 1. 1434 за Джинерва д'Есте (* 1419, † 1440), дъщеря на Николо III д’Есте и Паризина Малатеста, от която има един син; 2. за Полисена Сфорца (* 1428, Фермо; † 1449 Римини), извънбрачна дъщеря на Франческо Сфорца, от която има син и дъщеря 3. за Изота дели Ати (* ок. 1432, Римини; † 9 юли 1474), с която има връзка от 1446 г. (3 г. преди смъртта на съпругата си) и от която има един син и две дъщери, родени преди брака
- Доменико Малатеста или Малатеста Новело (* 1418, † 1465), господар на Чезена (1429 – 1456), ∞ 1446 за Виоланта да Монтефелтро (* 1430, † 1493), дъщеря на Гуидантонио да Монтефелтро